# تيتسويا تاناكا
تيتسويا تاناكا (باليابانية: 田中 哲也) (27 يوليو 1971 في ناغاساكي في اليابان – )؛ هو لاعب كرة قدم ياباني سابق كان يلعب كلاعب وسط.

## وصلات خارجية
- تيتسويا تاناكا على موقع رابطة كرة القدم اليابانية للمحترفين (اليابانية)
- تيتسويا تاناكا على موقع عالم كرة القدم.نت (الإنجليزية)